# Aldo Parisot
Aldo Simoes Parisot (Natal, 30 de setembro de 1918 – Guilford Center, 29 de dezembro de 2018) foi um violoncelista brasileiro naturalizado estadunidense. É um ex-membro do corpo docente da escola de música nova-iorquina Juilliard School, e foi, durante 60 anos, professor da Yale School of Music, localizada em New Haven, no estado de Connecticut.
Segundo o violoncelista húngaro Janos Starker, Parisot foi o maior violoncelista que ele viu tocar.

## Prêmios e Honrarias
- 1980 - "Chevalier du Violoncelle" pela Indiana University[3]
- 1982 - Agraciado com a "United Nations Peace Medal"
- 1983 - "Artist/Teacher Award" da "American String Teachers Association"
- 1994 - "Samuel Sanford Professor of Music" Yale University
- 1997 - "Governor's Arts Award" do Estado de Connecticut
- 1999 - Doutorado honorário em Musica pela Shenandoah University
- 2001 - "Award of Distinction" da "Royal Northern College of Music" de Manchester, England
- 2002 - "Gustave Stoeckel Award"
- 2002 - Doutorado honorário em  Fine Arts pela Penn State University